# Wiewiórki (ssaki)
Wiewiórki (Sciurinae) – podrodzina ssaków z rodziny wiewiórkowatych (Sciuridae). Starsze źródła umieszczają latające wiewiórki w oddzielnej podrodzinie (Pteromyinae) i łączą wszystkie pozostałe wiewiórkowate w podrodzinę Sciurinae, ale zostało to obalone w badaniach genetycznych.

## Zasięg występowania
Podrodzina obejmuje gatunki występujące w Eurazji i Ameryce.

## Systematyka

### Podział systematyczny
Do podrodziny należą następujące plemiona:
- Sciurini G. Fischer, 1817 – wiewiórki
- Pteromyini Brandt, 1855 – polatuchy

Do podrodziny Sciurinae należą również rodzaje wymarłe o niepewnej pozycji systematycznej:
- Eopetes Li Qiang, Ni Xijun, Stidham, Qin Chao, Gong Hao & Zhang Limin, 2023[9] – jedynym przedstawicielem był Eopetes irtyshensis Li Qiang, Ni Xijun, Stidham, Qin Chao, Gong Hao & Zhang Limin, 2023
- Junggarisciurus Li Qiang, Ni Xijun, Stidham, Qin Chao, Gong Hao & Zhang Limin, 2023[10] – jedynym przedstawicielem był Junggarisciurus jeminaiensis Li Qiang, Ni Xijun, Stidham, Qin Chao, Gong Hao & Zhang Limin, 2023
- Shuanggouia Qiu Zhuding & Liu Yipu, 1986[11] – jedynym przedstawicielem był Shuanggouia lui Qiu Zhuding & Liu Yipu, 1986